# Вудрафф, Брэндон
Брэндон Кайл Вудрафф (англ. Brandon Kyle Woodruff, 10 февраля 1993, Тьюпело, Миссисипи) — американский бейсболист, питчер клуба Главной лиги бейсбола «Милуоки Брюэрс». Участник Матча всех звёзд 2019 года.

## Карьера
В 2011 году Брэндон закончил старшую школу в Уилере. На драфте Главной лиги бейсбола 2011 года он был выбран клубом «Техас Рейнджерс», но вместо подписания контракта решил поступить в Университет штата Миссисипи. В 2013 году он провёл за команду всего восемь игр, испытывая боли в локте. После окончания сезона Вудрафф перенёс операцию. Повреждение также не позволило ему принять участие в играх финальной части турнира NCAA, в которой «Миссисипи Стейт Бульдогс» одержали победу.
На драфте 2014 года Вудраффа выбрали «Милуоки Брюэрс». Подписав контракт, он начал выступления в системе клуба. В 2016 году, в составах команд A- и AA-лиг, Брэндон одержал 14 побед при 9 поражениях с показателем пропускаемости ERA 2,68. В его активе также было 173 страйкаута в 158 иннингах. В конце сезона 2017 года Вудрафф был вызван в основной состав «Брюэрс» и дебютировал в МЛБ. В первых четырёх стартах его пропускаемость составила 1,52.
Часть сезона 2018 года он провёл в AAA-лиге. В Главной лиге бейсбола Вудрафф сыграл в 19 матчах, показав в них пропускаемость 3,91. В октябре главный тренер клуба Крейг Конселл выбрал Брэндона стартовым питчером на первую игру Дивизионной серии Национальной лиги против «Колорадо». В Чемпионской серии Национальной лиги против «Лос-Анджелес Доджерс» он отличился выбитым хоум-раном. В сезоне 2019 года лучшим для него отрезком стал период с мая по июль, по ходу которого Вудрафф провёл десять качественных стартов и получил приглашение на Матч всех звёзд лиги. Август и две недели сентября он провёл в списке травмированных, вернувшись на поле к старту плей-офф. В проигранном матче уайлд-кард раунда против «Вашингтона» он сыграл четыре иннинга, пропустив один ран. В сокращённом сезоне 2020 года Вудрафф сыграл в стартовом составе команды 13 матчей, снизив показатель пропускаемости с 3,62 до 3,05. В одной из игр он побил личный рекорд, сделав 12 страйкаутов. Также он вошёл в десятку лучших питчеров Национальной лиги по количеству пропущенных ранов и показателю ERA.